# Prionocera pubescens
Prionocera pubescens är en tvåvingeart som beskrevs av Friedrich Hermann Loew 1844. Prionocera pubescens ingår i släktet Prionocera och familjen storharkrankar. Arten är reproducerande i Sverige. Inga underarter finns listade i Catalogue of Life.